# Anders Zachariassen
Anders Zachariassen (Sønderborg, 4 de septiembre de 1991) es un jugador de balonmano danés que juega de pívot en el Bjerringbro-Silkeborg. Es internacional con la selección de balonmano de Dinamarca.
Con la selección danesa junior ganó la medalla de plata en el Campeonato Mundial de Balonmano Masculino Junior de 2011.
Fue nombrado mejor jugador de la temporada, en su primer año en el Flensburg.

## Palmarés

### Flensburg
- Copa de Alemania de balonmano (1): 2015
- Liga de Alemania de balonmano (2): 2018, 2019

### GOG Gudme
- Liga danesa de balonmano (2): 2022, 2023

## Clubes
- Sønderjyske HB (2010-2014)
- SG Flensburg-Handewitt (2014-2020)
- GOG Gudme (2020-2024)
- Bjerringbro-Silkeborg (2024- )